# Кандым
Кандым — газоконденсатное месторождение Узбекистана, расположенное в западной части Бухарской области. Открыто в 1980 году. Месторождение относится к Бухаро-Хивинскому нефтегазоносному району. Кандым входит в нефтяной проект Кандым-Хаузак-Шады.
Газоносность установлена в юрских отложениях. Начальные запасы природного газа составляют 202 млрд м³, а нефти — 6 млн тонн.
Операторами месторождения являются российская нефтяная компания Лукойл (90 %) и 10 % у узбекистанской нефтяной компании Узбекнефтегаз.